# Barcheria
Barcheria — рід грибів родини Agaricaceae. Назва вперше опублікована 2004 року.

## Класифікація
До роду Barcheria відносять 1 вид:
- Barcheria willisiana